# Copromorpha pyrrhoscia
Copromorpha pyrrhoscia is een vlinder uit de familie van de Copromorphidae. De wetenschappelijke naam van de soort is voor het eerst geldig gepubliceerd in 1935 door Meyrick.